# 康納達文維基百科
康納達文維基百科是免費網絡百科全書维基百科的卡纳达语版本。版本在2003年6月啓動，活躍度屬於中等，截至2022年2月，有33,568篇條目和207名活躍用户。  這個語言版本的維基百科是印度次大陆第12受歡迎的維基百科語言版本。 
2006年4月2日，康納達文維基百科社群在班加羅爾召開會議，吸引不少傳媒報道。 

## 歷史

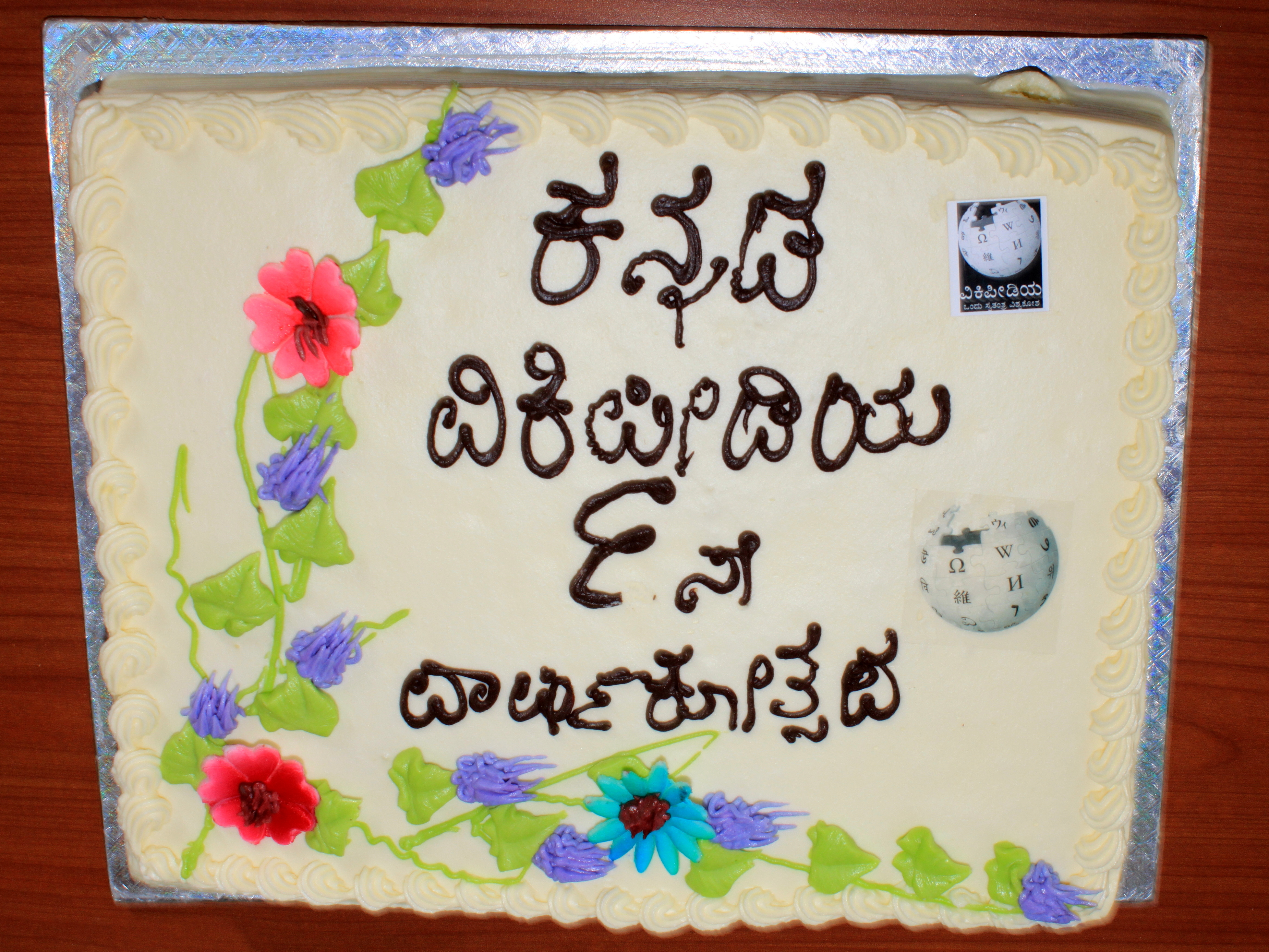
康納達文維基百科9周年紀念蛋糕。

截至2009年8月16日，康納達文維基百科有約6,800篇條目，成為第100大維基百科語言版本。

2016年1月，康納達文維基百科在印度語言維基百科中排行第十，是當中規模最小的維基百科印度語言項目。該語言維基百科管理員Omshivaprakash認爲，康納達文維基百科文章數量不及其他語言是因爲懂得說康納達語的人對維基百科缺乏興趣、不懂得使用康納達文維基百科和康納達文打字工具，以及卡纳塔克邦部分地區仍然缺乏互聯網連接。 

## 用户和编辑
| 注冊用戶數 | 條目數 | 檔案數 | 管理員人數 |
| ---------- | ------ | ------ | ---------- |
| 91212      | 33568  | 2350   | 4          |